# ORA (автомобіль)
ORA - китайська марка електромобілів, яка виробляє легкові автомобілі та кросовери. Бренд існує з 2018 року і належить виробнику автомобілів Great Wall Motors Company Limited (найбільший китайський виробник позашляховиків і пікапів). Назва бренду ORA, згідно із заявою Great Wall Motors, означає «відкритий, надійний і альтернативний». Спочатку бренд зайшов на ринок з двома лінійками електрокарів «iQ» і «R». Були представлені: кросовер iQ5 (на цей час iQ) і міський електромобіль R1 (на цей момент Black Cat). Лінійка iQ стала новим «ковтком» повітря на ринку Китаю виділяючись серед всіх своїм провокаційним дизайном, який повністю відрізнявся від інших. Маючи хороше позиціювання бренду вдалося за перший рік (період з 2018 по 2019 роки) отримати зростання продажів в 1005,69%, що стало відправною точкою в подальшому розвитку лінійки електрокарів компанії. Дивлячись на те, як бренд потроху починає займати «своє» місце на ринку Китаю, у 2019 році була анонсована третя модель електромобіля ORA R2 (на цей момент White Cat).

## Бачення бренду ORA
Бачення ORA - стати брендом електромобілів преміумкласу, популярним серед користувачів у всьому світі. З моменту свого заснування бренд ORA наполягав на тому, щоб автомобілі працювали на 100% електроенергії. Його продукція виробляється на платформі ME, першої в Китаї платформі професійного електромобіля, яка кардинально відрізняється від «гібридної» моделі.

## Продажі електромобілів бренду ORA на ринку Китаю
За 2019 рік було продано 38865 електрокарів компанії. Модель Black Cat змогла перевищити продажу свого попередника iQ5. Продажі Black Cat склали 28498 (73,3%), в той час, як продажі iQ5 склали 10367 (26,7%). Така тенденція продовжилася і модель Black Cat є найбільш продаваною серед моделей бренду ORA. У 2021 році, в період з січня по серпень, продажу бренду склали 71961 електромобілі. Процентне співвідношення моделей: Black Cat (58%), Good Cat (26%), White Cat (16%). З 2021 року модель iQ з'явилась на дорогах України.

## Переваги електрокарів ORA
Бренд ORA позиціює себе як електромобілі нового покоління, засновані на ексклюзивній нової енергетичної платформи. Архітектура платформи ME розроблялася GWM понад 10 років, це перша ексклюзивна платформа для електромобілів в Китаї, тому ORA це:
- Багато вільного простору - дизайн з коротким кузовом і довгою колісною базою дозволяє збільшити внутрішній простір;
- Високий рівень безпеки - об'єднаний акумуляторний блок і шасі забезпечує цілісність акумуляторну батарею під час зіткнення і підвищує безпеку транспортного засобу;
- Інтелект - електрична архітектура в ORA розділена на чотири області: автопілот, аудіо та відео, кузов автомобіля, живлення для управління з функціями (ключ мобільного телефону, TJA, AEB, APA, FOTA, smart ID, розпізнавання мови);
- Великий запас ходу - працює стабільно і споживає менше енергії, що збільшує дальність ходу на одному заряді;
- Низьке споживання енергії - мала маса спорядженого автомобіля допомагає знизити енергоспоживання і швидкість зарядки;
- Era E - модернізація автомобіля за допомогою FOTA з встановленим на автомобілі WIFI.